# Elkton (Michigan)
Elkton é uma vila localizada no estado americano de Michigan, no Condado de Huron.

## Demografia
Segundo o censo americano de 2000, a sua população era de 863 habitantes.
Em 2006, foi estimada uma população de 792, um decréscimo de 71 (-8.2%).

## Geografia
De acordo com o United States Census Bureau tem uma área de
2,6 km², dos quais 2,6 km² cobertos por terra e 0,0 km² cobertos por água. Elkton localiza-se a aproximadamente 195 m acima do nível do mar.

## Localidades na vizinhança
O diagrama seguinte representa as localidades num raio de 20 km ao redor de Elkton.